# Lacrimosa (hudební skupina)
Lacrimosa je hudební projekt založený roku 1990 Tilo Wolffem. Skupina se už od svého založení řadí mezi nejznámější zástupce tzv. „Nové německé kultury smrti“. Jako znak používá tato skupina harlekýna, který se objevil již na obalu prvního nosiče.

## Historie skupiny
První demo-nahrávka s názvem „Clamor“ (lat. Nářek) se objevila roku 1990. Protože Tilo Wolff nemohl přesvědčit žádné hudební vydavetelství, založil své vlastní jménem Hall of Sermon, které vydalo i jeho první desku „Angst“ (Strach).
Od roku 1994 patří k Lacrimose jako stálý člen také Finka Anne Nurmi, která stála u zrodu gothic rockové skupiny Two Witches.
Největší hitparádový úspěch Lacrimosy byla píseň „Stolzes Herz“. Dalšího úspěchu dosáhla Lacrimosa roku 1999 s albem „Elodia“ které se také dostalo do první desítky. Lacrimosa pořádá vyprodané turné po Evropě a jak po střední, tak i po jižní Americe.
Se svou skladbou „Der Morgen danach“ se Lacrimosa udržela čtyři týdny na německé oficiální hitparádě.

## Jméno
Jméno pochází z poslední sloky křesťanské liturgické písně Dies irae z 12. století, která je součástí rekviemu. Říká se v něm: „Lacrimosa dies illa'" , v češtině „Plačtivý je onen den“ (lat.lacrima: „slza“, lacrimosus, „plačtivý“).

## Vývoj
Na debutovém albu „Angst“ jsou použity minimalistické elektronické zvuky umožňující realizační prostředky Tilo Wolffa. Také následující alba „Einsamkeit“ a „Satura“ jsou vytvořena v podobném duchu.
Od čtvrtého alba „Inferno“ je v Lacrimose přítomna již i Anne Nurmi. Od té doby se styl neustále vyvíjí. Inferno stejně jako jeho předchůdce Satura obsahuje rockové a metalové pasáže s elektrickými kytarami. V Infernu poprvé se objevují anglické texty, ale také klasické prvky v závěrečné skladbě „Der Kelch des Lebens“, což je čtrnáctiminutová skladba v které působí symfonický orchestr.
Následující album „Stille“ (něm. ticho) obsahuje hit „Stolzes Herz“, stejně tak jako čtvrthodinovou skladbu s názvem „Die Straße der Zeit“. Tato skladba obsahuje rozsáhlé chorálové pasáže, instrumentální vsuvky a dlouhá kytarová sóla.
„Elodia“ patří k nejúspěšnějším albům Lacrimosy. Byla nahrána spolu s londýnským symfonickým orchestrem. V první skladbě „Am Ende der Stille“ se opakuje motiv poslední skladby předchozího alba. Skrz tento počin dosáhl Tilo Wolff takřka cyklického propojení alb. V tomto albu splývají hranice mezi klasickou hudbou a metalem.
Album „Fassade“ do jisté míry leží na třech pilířích. Obě okrajové části alba (to znamená 1. a 3. část) jsou spolu hudebně úzce propojeny. Druhá, ve středu ležící část, vytváří klidný protipól alba. Připomenutíhodná je také skladba „Stumme Worte“, která je založena jen na Tilově zpěvu, klavíru a smyčcovém kvartetu.
„Echos“ (něm. ozvěny) začínají čistě klasickou „Kyrie“, převzatou z Ordinarium Missae, pro chór a orchestr. Toto album je také hodně ovlivněno elektronickou a industriální hudbou, jak je zvláště viditelné na skladbě „Ein Hauch von Menschlichkeit".
Deváté album skupiny Lacrimosa Lichtgestalt velkou měrou přebírá klasickou orientaci předchozího alba, ale začíná se také obnovovat rockový prvek. Zvláště je to zřejmé v první skladbě „Sapphire“, která zpočátku začíná poklidně, ale od druhé poloviny přechází na metal, rychlost hudby se zvyšuje, nastupují kytary a Wolffův hlas se mění ze zpěvu na chrapot. Zbývající skladby představují mix stylů předchozích alb.
V březnu 2008 začali práce na novém albu „Sehnsucht“, které vyšlo 8. května 2009.
V roku 2017 vyšlo zatím jejich poslední album „Testimonium“.

## Discografie
Všechna alba a DVD byla publikována vlastní společností Tilo Wolffa, Hall of Sermon.

### Alba
- Angst – 1991
- Einsamkeit – 1992
- Satura – 1993
- Inferno – 1995
- Stille – 1997
- Elodia – 1999
- Fassade – 2001
- Echos – 2003
- Lichtgestalt – 2005
- Sehnsucht – 2009
- Revolution – 2012
- Hoffnung – 2015
- Testimonium – 2017
- Leidenschaft – 2021
- Leidenschaft, Pt.2 – 2022

### Alba z živých koncertů
- Live (2 CD) - 1998
- Lichtjahre (2 CD) - 2007

### Singly
- Clamor - 1990
- Alles Lüge CD (Všechny lži) - 1993
- Schakal CD (Šakal) - 1994
- Stolzes Herz CD (Hrdé srdce) - 1996
- Alleine zu Zweit CD (Sami spolu) - 1999
- Der Morgen danach CD (Ráno poté) - 2001
- Durch Nacht und Flut CD (Skrz noc a povodeň) - 2002
- Lichtgestalten - 2005
- The Party is Over - 2005
- I Lost my Star - 2009
- Feuer - 2009
- Mandira Nabula - 2009
- Sellador - 2010 (Club Promo)
- Untitled - 2010 (Club Promo)
- Morning Glory - 2013 (EP)
- Heute Nacht - 2013 (EP)

## Videografie

### VHS
- The Clips 1993-1995 - 1995
- Silent Clips - 1997

### DVD
- The Live History - 2000
- Musikkurzfilme – 2005
- Lichtjahre – 2007